# Instrumento óptico
Os instrumentos ópticos são equipamentos construídos para auxiliar a visualização do que seria 
muito difícil ou impossível de enxergar sem eles.
As peças fundamentais que compõem a maioria dos instrumentos ópticos são os espelhos e lentes.
Os diversos instrumentos ópticos estão intimamente ligados às nossas vidas.
Através de recursos relativamente simples foram capazes de revolucionar a humanidade, seja propiciando 
prazer e conforto ou mesmo, ajudando aos homens na busca de suas origens ou de um aprimoramento científico.

## História dos instrumentos ópticos

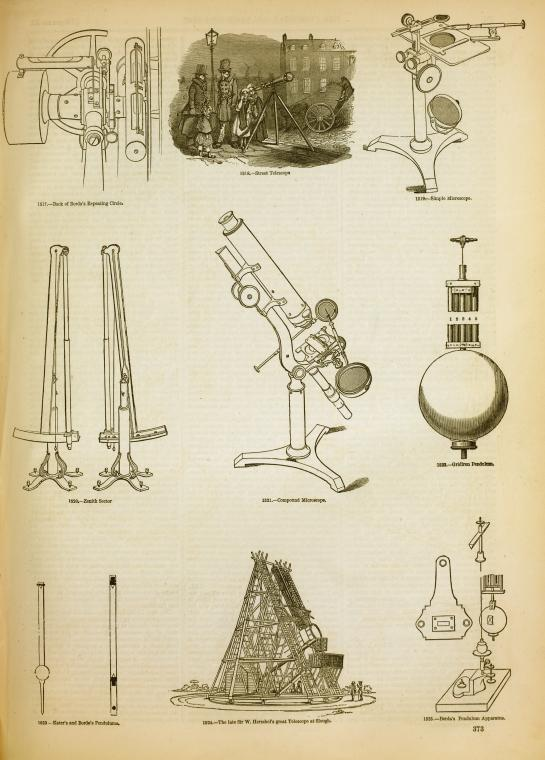
Imagem de alguns instrumentos ópticos usados na Inglaterra em 1858.

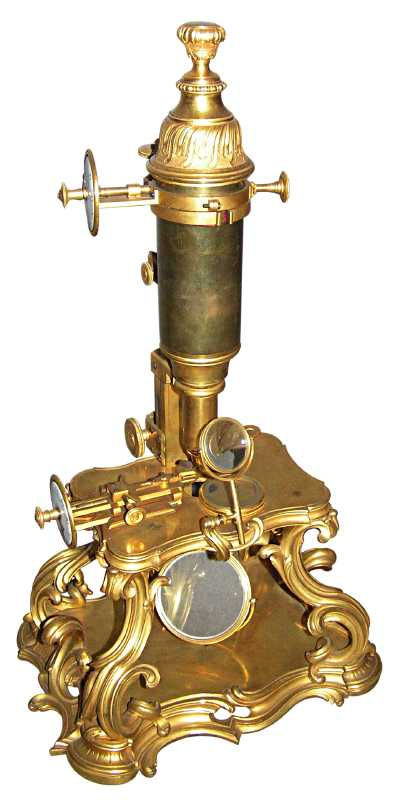
Microscópio Óptico usado em 1751

Espelhos foram encontrados em pirâmides do Egito, datando de 1900 a.C. As lentes possuem história mais recente. Em 1885 foi encontrada uma lupa de quartzo nas ruínas do palácio do rei Senaqueribe (708-681 a.C.) da Assíria. 
Relatos do historiador Plínio (23-79 d.C.), apresentam "Vidros Queimadores", os quais eram produzidos pelos romanos, ou seja, lentes usadas para iniciar o fogo, com auxílio da luz solar. Uma lente plano-convexa foi encontrada nas ruínas de Pompeia. 
Fabricando vidro desde o século VI a.C. chineses também conheciam lentes de aumento e de diminuição, usando também lentes para iniciar o fogo. Na China também já moldava lentes utilizando cristal de rocha natural, desde o século X. 

## Alguns instrumentos ópticos
- Lanterna elétrica
- Lupa
- Mira telescópica
- Periscópio
- Microscópio
- Binóculo
- Monóculo
- Lensômetro
- Telescópios
- Câmera fotográfica
- Luneta
- Óculos